# Азартні ігри в Японії
Більшість форм азартних ігор в Японії до 2020 року були заборонені главою 23 Кримінального кодексу. Однак, є кілька винятків, серед яких ставки на перегони та певні моторні види спорту. З 2020 року різні префекрути та великі міста почали видачу ліцензій на офіційну роботу казино. Нелегальні казино в Японії часто співпрацюють або належать якудзі.
Громадські види спорту, лотереї та тото (футбол на воді) проводяться відповідно до законів з метою збільшення доходів національних та місцевих органів влади, а також пропонують форму розваг.
З 2018 року оператори казино подавали заявки на отримання трьох законних ліцензій на роботу інтегрованого курорту казино в Японії, в тому числі в Осаці, Токіо та Йокогамі. 2020 року японський уряд створив Комітет адміністрації казино для нагляду та управління операторами курортних підприємств Японії.

## Громадський спорт
Kōei kyōgi (яп. 公営競技 , публічний спорт) — це перегони, на яких можна легально грати. Існує чотири типи: кінні перегони, велоперегони, велотрек, перегони на моторних човнах та на мотоциклах. Ці види ставок дозволені та регулюються органами місцевого самоврядування або урядовими корпораціями.
Призовий фонд гравців на цих перегонах становить 75-80 % від обсягу продажів. Ставки на квитки можна придбати на численних автовокзалах та касах у багатьох містах.

## Лотерея

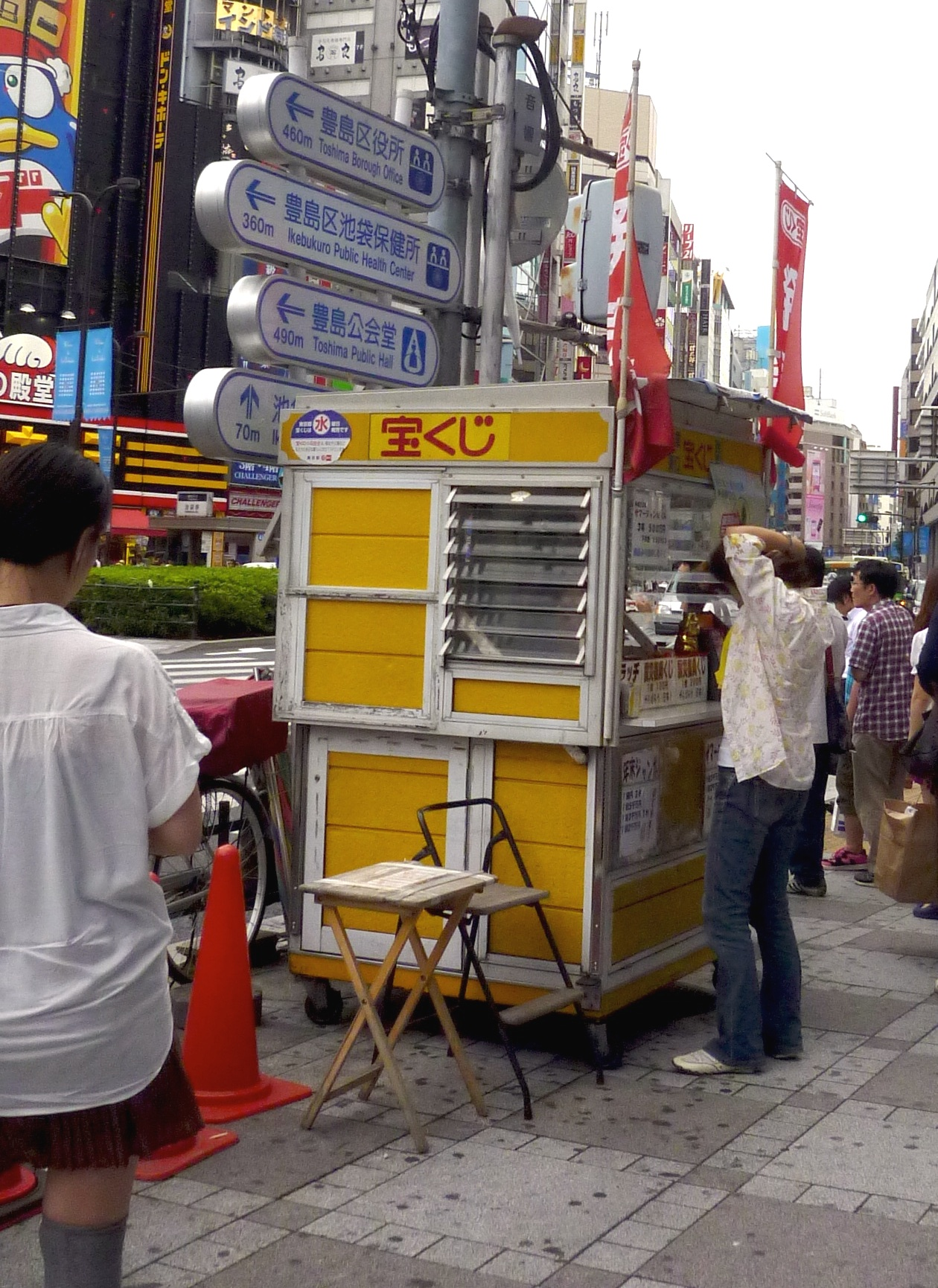
Вуличний кіоск у Ікебукуро, що продає квитки таккаракудзі

Такаракудзі (яп. 宝くじ) — лотереї, що проводяться префектурами або великими містами протягом усього календарного року.
Існує три основних типи лотерей: лотереї з унікальним числом, лотереї з вибраним номером та скретч-картки. Кожен лотерейний квиток коштує 100—500 єн, а найбільші грошові призи сягають 100 млн єн.
Закон про Такаракудзі передбачає, що весь призовий фонд лотереї повинен становити менше 50 % від загального обсягу продажів, а решта надходить до місцевих державних організацій та благодійних організацій.
Квитки на Takarakuji можна придбати на стендах у магазинах у багатьох містах, при чому деякі торгові точки стають особливо популярними. Квитки на лотереї вибраного числа також можна придбати в деяких банкоматах.

## Патінко
Патінко або пачинко — це ігровий автомат, схожий на пінбол. Офіційно це не вважається азартними іграми, оскільки японські закони розглядають патінко як виняток із кримінального кодексу про азартні ігри з історичних, грошових та культурних причин. Салони патінко можна знайти по всій Японії, і ними керують приватні компанії. 2011 року в Японії діяло 12,480 салонів пачинко. 2018 року Японія щороку витрачала на пачинко 200 млрд доларів. Крім того, «майже половина всього дозвілля в Японії» проводилася у салонах пачинко.

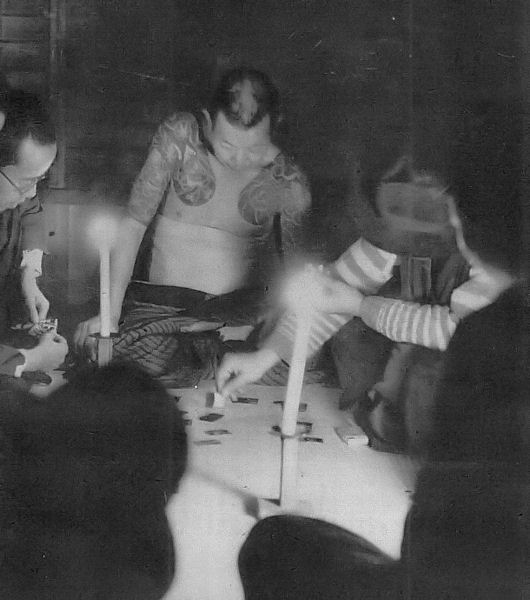
Під час гри в нелегальному казино («тоба»), 1949

У пачинко, коли м'яч гравця потрапляє в спеціальний отвір для активації ігрового автомата і робиться джек-пот, гравець винагороджується більшою кількістю м'ячів. Далі гравці можуть обміняти кульки на призи різної вартості у кіоску в залі. У салонах пачинко немає грошових призів, оскільки це суперечить кримінальному кодексу. Однак, гравці майже завжди обмінюють кульки пачинко на спеціальні жетони, як правило, з золотими вкладишами, які потім «продають» їх у сусідньому магазині за готівку. Зазвичай, такі магазини також належать операторам салонів, але поки переможці не отримують готівку в салоні, закон не порушується.
4 квітня 2011 року Синтаро Ісіхара, колишній губернатор Токіо, виступив проти салонів пачинко, вважаючи, що ця гра разом з торговими автоматами марнує електроенергію на «майже 10 млн кВт енергії[sic]». Він заявив, що після наслідків землетрусу 11 березня 2011 року уряд просив людей зменшити споживання енергії, але одного прохання виявилось недостатньо. 2016 року парламент проголосував за затвердження згаданого закону, який врешті-решт змінив азартну індустрію в Японії.

## Незаконні азартні ігри
Якудза управляють нелегальними японськими казино. На додаток до традиційних ігор казино, в Маджонг можна грати на гроші, і багато салонів маджонгу мають зв'язки з якудзою, щоб стягувати борги з гравців, які не виконують зобов'язань.
Також нелегальні ігри проводяться на азартних сайтах, де японські гравці можуть грати в камінь-ножиці-папір та вигравати грошові призи. 2010 року власник одного з цих сайтів був заарештований і зізнався у заробітку понад 1 млн $. Гравці придбали квитки по 315 євро, вони могли б виграти 1000 єн, якби виграли тричі поспіль, а 10 тис. єн був призом для тих, хто виграв п'ять разів поспіль.
Незаконні азартні ігри є серйозною проблемою для Японії. 2020 року поліція заарештувала 18 осіб за підозрами у організації грального бізнесу в префектурі Сайтама, було конфісковано 114 тис. $. Троє організаторів підпільних казино було заарештовано в грудні 2020 року в Токіо. За даними поліції, 39-літній організатор заробив 480 тис. $ протягом карантину під час пандемії COVID-19.

## Казино

### Спроби легалізації
В уряді Ліберально-демократичної партії (ЛДП) відбувалися рухи за відкриття казино для стимулювання туризму в Японії. Робота казино в Японії залишається незаконною, і недавні спортивні ставки на бейсбол борцями сумо спричинили скандал.
2000 року колишній мер Ісіхара запропонував побудувати казино на штучному острові Одайб, але, незважаючи на високий інтерес громадськості, ця ідея не була схвалена. Одним з аргументів проти було те, що японці, які не звикли грати в азартні ігри, були б занадто схильні до залежності. Ще однією можливістю розвитку індустрії казино в Японії є створення плавучих казино. Ідею азартних ігор на човні також активно підтримував Ісіхара.
Питання щодо казино в Японії піднялось повторно 2015 року, коли законодавці подали до Сейму Закон про сприяння інтегрованих курортів.
У липні 2018 року японські законодавці схвалили законопроєкт, який офіційно дозволяє роботу казино в країні. Три казино у формі інтегрованих курортів (ІК) планувалося створити в різних місцях країни. Японські жителі зможуть відвідувати казино лише тричі на тиждень або десять разів на місяць. З японських відвідувачів також стягуватиметься плата за вхід в 6000 єн, щоб допомогти стримувати залежність.
Осака першою почала процес «Запиту пропозицій» (RFP) 2019 року а п'ять компаній подали заявку на отримання ліцензій на комплексне казино в Осаці: Лас-Вегас-Сендс, Wynn Resorts, MGM Resorts, Melco Resorts, Genting Singapore та дві компанії, що лишились анонімними.
У лютому 2020 року MGM Resorts подали заявки в Осаці, без участі конкурентів з Galaxy Entertainment та Genting Singapore. MGM отримав відповідний дозвіл. Лас-Вегас-Сендс, Melco Resorts and Entertainment та Wynn Resorts заявили, що натомість зосереджувались на Йокогамі та Токіо.
13 травня 2020 року Лас-Вегас-Сендс відкликав свою заявку на відкриття ІК в Японії тлі перенесення Олімпійських ігор у Токіо-2020 та пандемії коронавірусу.
Восени 2020 року, незважаючи на запланований на початок 2021 року прийом заявок на відкриття казино-куротрів, японська влада відклала легалізацію цього виду казино. Деякі з місцевих аналітиків пов'язували це з арештом в 2019 року колишнього депутата від керівної партії Цукаса Акімото за іпдозрою у хабарництві, а саме він раніше займався ініціативою щодо легалізації казино. Згодом уряд оголосив, що подача заявок почнеться у квітні 2022 року, серед претендентів на відкриття казино були такі міста: Токіо, Осака, Йокогама, Нагасакі і Вакаяма. До того часу уряд видав всього три такі ліцензії терміном дії до 28 квітня 2022-го. У січні 2021 року мер Йокогами Фуміко Хаясі виступила проти референдуму щодо дозволу на роботу казино в місті.
У вересні 2021 року колишнього віце-міністра Японії з туризму та просування казино, депутата Нижньої палати парламенту Японії, Цукасу Акімото було засуджено до чотирьох років ув'язнення за хабарництво. За даними слідства, він отримав $69,2 тис. від китайського оператора азартних ігор, який планував відкрити бізнес в Японії.

### Комітет з управління казино
7 січня 2020 року японський уряд створив Комітет з управління казино для нагляду та управління операторами ІК. Головою є Мікіо Катамура. Комітет може надавати й анулбовувати ліцензії казино.

## В ЗМІ
Азартні ігри — центральна тема багатьох вигаданих японських творів, включаючи мангу, аніме, фільми та літературу. Приклади азартних ігор франшизи включають Kakegurui, Kaiji, Usogui, Liar Game.